# Saturn-Award-Verleihung 2019
Die 45. Saturn-Award-Verleihung fand am 13. September 2019 im kalifornischen Hollywood statt. Signifikante Änderungen waren die Einführung mehrerer neuer und die Nichtweiterführung mehrerer älterer Kategorien. Die Nominierungen wurden am 15. Juli 2019 bekanntgegeben.
Im Filmbereich erhielt Avengers: Endgame mit 14 Nominierungen die meisten Nennungen, gefolgt von Aladdin mit neun und Wir mit acht. Im Fernsehbereich wurde Game of Thrones neunmal nominiert, gefolgt von Spuk in Hill House und The Walking Dead mit je sechs Nominierungen.
Erfolgreichste Filmproduktion wurde Avengers: Endgame mit sechs Auszeichnungen. Sonst konnten noch A Quiet Place und Spider-Man: Far From Home jeweils zwei Preise erhalten. Im Bereich Fernsehen konnte Game of Thrones in vier Kategorien gewinnen. Star Trek: Discovery und The Walking Dead erhielten jeweils drei Preise.

## Nominierungen und Gewinner

### Film
| Kategorie                    | Preisträger                           | Film                                      | Nominierungen |
| ---------------------------- | ------------------------------------- | ----------------------------------------- | --- |
| Bester Science-Fiction-Film  |                                       | Ready Player One                          | Alita: Battle Angel Bumblebee Jurassic World: Das gefallene Königreich Solo: A Star Wars Story Sorry to Bother You Upgrade |
| Bester Fantasyfilm           |                                       | A Toy Story: Alles hört auf kein Kommando | Aladdin Dumbo Phantastische Tierwesen: Grindelwalds Verbrechen Godzilla II: King of the Monsters Mary Poppins’ Rückkehr Yesterday |
| Bester Horrorfilm            |                                       | A Quiet Place                             | The Dead Don’t Die Halloween Hereditary – Das Vermächtnis Operation: Overlord Friedhof der Kuscheltiere Wir |
| Bester Action-/Adventurefilm |                                       | Mission: Impossible – Fallout             | Hard Powder Escape Room Glass John Wick: Kapitel 3 Skyscraper |
| Bester Thriller              |                                       | Bad Times at the El Royale                | Bad Samaritan – Im Visier des Killers (Bad Samaritan) Destroyer Dragged Across Concrete Greta Ma Searching |
| Bester internationaler Film  |                                       | Burning                                   | Aniara Border Ghost Stories The Guilty Shadow |
| Bester Independentfilm       |                                       | Mandy                                     | American Animals Anna und die Apokalypse The Man Who Killed Hitler and then The Bigfoot Ophelia Summer of 84 The Tomorrow Man |
| Bester Animationsfilm        |                                       | Spider-Man: A New Universe                | Der Grinch Drachenzähmen leicht gemacht 3: Die geheime Welt Die Unglaublichen 2 Chaos im Netz A Toy Story: Alles hört auf kein Kommando |
| Beste Comicverfilmung        |                                       | Avengers: Endgame                         | Aquaman Avengers: Infinity War Captain Marvel Shazam! Spider-Man: Far From Home Spider-Man: A New Universe |
| Beste Regie                  | Jordan Peele                          | Wir                                       | Anna Boden & Ryan Fleck für Captain Marvel Karyn Kusama für Destroyer Guy Ritchie für Aladdin Anthony Russo & Joe Russo für Avengers: Endgame Steven Spielberg für Ready Player One James Wan für Aquaman Zhang Yimou für Shadow                                                                             |
| Bestes Drehbuch              | Bryan Woods Scott Beck John Krasinski | A Quiet Place                             | Drew Goddard für Bad Times at the El Royale Christopher Markus & Stephen McFeely für Avengers: Endgame Christopher McQuarrie für Mission: Impossible – Fallout Oh Jung-mi & Lee Chang-dong für Burning Jordan Peele für Wir S. Craig Zahler für Dragged Across Concrete                                      |
| Bester Schnitt               | Jeffrey Ford Matthew Schmidt          | Avengers: Endgame                         | James Herbert für Aladdin Nicholas Monsour für Wir Kirk M. Morri für Aquaman Evan Schiff für John Wick: Kapitel 3 Christopher Tellefsen für A Quiet Place |
| Beste Spezialeffekte         |                                       | Avengers: Endgame                         | A Quiet Place Aladdin Godzilla II: King of the Monsters Mission: Impossible – Fallout Ready Player One Spider-Man: Far From Home |
| Beste Musik                  | Marc Shaiman                          | Mary Poppins’ Rückkehr                    | Danny Elfman für Dumbo Bear McCreary für Godzilla II: King of the Monsters Alan Menken für Aladdin Alan Silvestri für Avengers: Endgame Alan Silvestri für Ready Player One |
| Beste Ausstattung            | Charles Wood                          | Avengers: Endgame                         | Bill Brzeski für Aquaman Ruth De Jong für Wir Rick Heinrichs für Dumbo Gemma Jackson für Aladdin Horace Ma für Shadow John Myhre für Mary Poppins’ Rückkehr |
| Bestes Kostüm                | Michael Wilkinson                     | Aladdin                                   | Kym Barrett für Aquaman Leah Butler für Shazam! Judianna Makovsky für Avengers: Endgame Chen Minzheng für Shadow Sandy Powell für Mary Poppins’ Rückkehr |
| Bestes Make-Up               | John Blake Brian Sipe                 | Avengers: Endgame                         | Judy Chin & Mike Marino für The Dead Don’t Die Bill Corso für Destroyer Lisa Love & Tate Steinsiek für Dragged Across Concrete Tristan Versluis, Naomi Dunne & Duncan Jarman für Operation: Overlord Annick Chartier & Adrien Morot für Friedhof der Kuscheltiere Mark Coulier & Fernanda Perez für Suspiria |
| Bester Hauptdarsteller       | Robert Downey Jr.                     | Avengers: Endgame                         | Jeff Bridges für Bad Times at the El Royale Nicolas Cage für Mandy Tom Cruise für Mission: Impossible – Fallout Chris Evans für Avengers: Endgame Mel Gibson für Dragged Across Concrete Keanu Reeves für John Wick: Kapitel 3                                                                               |
| Beste Hauptdarstellerin      | Jamie Lee Curtis                      | Halloween                                 | Emily Blunt für Mary Poppins’ Rückkehr Toni Collette für Hereditary – Das Vermächtnis Nicole Kidman für Destroyer Brie Larson für Captain Marvel Lupita Nyong’o für Wir Octavia Spencer für Ma |
| Bester Nebendarsteller       | Josh Brolin                           | Avengers: Infinity War                    | John Lithgow für Friedhof der Kuscheltiere Lin-Manuel Miranda für Mary Poppins’ Rückkehr Lewis Pullman für Bad Times at the El Royale Jeremy Renner für Avengers: Endgame Will Smith für Aladdin Steven Yeun für Burning                                                                                     |
| Beste Nebendarstellerin      | Zendaya                               | Spider-Man: Far From Home                 | Cynthia Erivo für Bad Times at the El Royale Karen Gillan für Avengers: Endgame Amber Heard für Aquaman Scarlett Johansson für Avengers: Endgame Naomi Scott für Aladdin Hailee Steinfeld für Bumblebee |
| Bester Nachwuchsschauspieler | Tom Holland                           | Spider-Man: Far From Home                 | Evan Alex für Wir Asher Angel für Shazam! Millie Bobby Brown für Godzilla II: King of the Monsters Jack Dylan Grazer für Shazam! Shahadi Wright-Joseph für Wir Millicent Simmonds für A Quiet Place |

### Fernsehen
| Kategorie                                             | Preisträger          | Serie                | Nominierungen |
| ----------------------------------------------------- | -------------------- | -------------------- | --- |
| Beste Science-Fiction-Serie                           |                      | Westworld            | The 100 Counterpart Doctor Who Krypton Manifest The Orville Roswell, New Mexico |
| Beste Fantasyserie                                    |                      | Game of Thrones      | American Gods Charmed The Good Place Good Witch The Magicians Outlander The Outpost |
| Beste Horrorserie                                     |                      | The Walking Dead     | NOS4A2 American Horror Story: Apocalypse A Discovery of Witches Fear the Walking Dead Preacher Supernatural What We Do in the Shadows |
| Beste Action-/Thrillerserie                           |                      | Better Call Saul     | Killing Eve The Last Ship Mr. Mercedes The Purge – Die Säuberung Riverdale The Sinner |
| Beste Superheldenserie                                |                      | Supergirl            | Arrow Black Lightning Marvel’s Cloak & Dagger Legends of Tomorrow The Flash Gotham |
| Beste Superhelden-Streamingserie                      |                      | Marvel’s Daredevil   | Doom Patrol Swamp Thing Marvel’s Jessica Jones Marvel’s The Punisher Marvel’s Runaways The Umbrella Academy |
| Beste Science-Fiction-/Action-/Fantasy-Streamingserie |                      | Star Trek: Discovery | Black Mirror The Expanse Lost in Space – Verschollen zwischen fremden Welten Good Omens Matrjoschka Tom Clancy’s Jack Ryan |
| Beste Horror-/Thriller-Streamingserie                 |                      | Stranger Things      | Castle Rock Chilling Adventures of Sabrina The Handmaid’s Tale – Der Report der Magd Spuk in Hill House The Twilight Zone You – Du wirst mich lieben |
| Beste Animationsserie                                 |                      | Star Wars Resistance | Archer DuckTales Family Guy Die Simpsons |
| Bester TV-Hauptdarsteller                             | Sam Heughan          | Outlander            | Grant Gustin für The Flash Kit Harington für Game of Thrones Andrew Lincoln für The Walking Dead Seth MacFarlane für The Orville Bill Pullman für The Sinner Jeffrey Wright für Westworld |
| Beste TV-Hauptdarstellerin                            | Emilia Clarke        | Game of Thrones      | Caitriona Balfe für Outlander Melissa Benoist für Supergirl Sandra Oh für Killing Eve Adrianne Palicki für The Orville Candice Patton für The Flash Jodie Whittaker für Doctor Who |
| Bester TV-Nebendarsteller                             | Peter Dinklage       | Game of Thrones      | Jonathan Banks für Better Call Saul Nikolaj Coster-Waldau für Game of Thrones David Harewood für Supergirl Ed Harris für Westworld Lennie James für Fear the Walking Dead Khary Payton für The Walking Dead                                                                                    |
| Beste TV-Nebendarstellerin                            | Danai Gurira         | The Walking Dead     | Gwendoline Christie für Game of Thrones Lena Headey für Game of Thrones Melissa McBride für The Walking Dead Rhea Seehorn für Better Call Saul Sophie Skelton für Outlander Sophie Turner für Game of Thrones                                                                                  |
| Bester TV-Gastdarsteller                              | Jeffrey Dean Morgan  | The Walking Dead     | Rainer Bock für Better Call Saul Jon Cryer für Supergirl Sydney Lemmon für Fear the Walking Dead Tonya Pinkins für Fear the Walking Dead Edward Speleers für Outlander |
| Bester TV-Nachwuchsschauspieler                       | Maisie Williams      | Game of Thrones      | K. J. Apa für Riverdale Tosin Cole für Doctor Who Cameron Cuffe für Krypton Benjamin Wadsworth für Deadly Class David Mazouz für Gotham Cole Sprouse für Riverdale |
| Bester Hauptdarsteller in einer Streamingproduktion   | Henry Thomas         | Spuk in Hill House   | Penn Badgley für You – Du wirst mich lieben Jon Bernthal für Marvel’s The Punisher Charlie Cox für Marvel’s Daredevil John Krasinski für Tom Clancy’s Jack Ryan Zac Efron für Extremely Wicked, Shockingly Evil and Vile David Tennant für Good Omens                                          |
| Beste Hauptdarstellerin in einer Streamingproduktion  | Sonequa Martin-Green | Star Trek: Discovery | Carla Gugino für Spuk in Hill House Elizabeth Lail für You – Du wirst mich lieben Natasha Lyonne für Matrjoschka Molly Parker für Lost in Space – Verschollen zwischen fremden Welten Krysten Ritter für Marvel’s Jessica Jones Kiernan Shipka für Chilling Adventures of Sabrina              |
| Bester Nebendarsteller in einer Streamingproduktion   | Doug Jones           | Star Trek: Discovery | Wilson Cruz für Star Trek: Discovery Michiel Huisman für Spuk in Hill House Timothy Hutton für Spuk in Hill House Ethan Peck für Star Trek: Discovery Maxwell Jenkins für Lost in Space – Verschollen zwischen fremden Welten Michael Sheen für Good Omens                                     |
| Beste Nebendarstellerin in einer Streamingproduktion  | Maya Hawke           | Stranger Things      | Elliot Page für The Umbrella Academy Parker Posey für Lost in Space – Verschollen zwischen fremden Welten Victoria Pedretti für Spuk in Hill House Taylor Russell für Lost in Space – Verschollen zwischen fremden Welten Sissy Spacek für Castle Rock Deborah Ann Woll für Marvel’s Daredevil |

### Homevideo
| Kategorie                                                      | Preisträger | Film/Serie                                        | Nominierungen |
| -------------------------------------------------------------- | ----------- | ------------------------------------------------- | --- |
| Beste DVD- oder Blu-ray-Veröffentlichung                       |             | King Cohen                                        | Fahrenheit 451 Jonathan Kin Nancy Drew and the Hidden Staircase Zurück zu dir – Eine zweite Chance für die Liebe                                                   |
| Beste DVD- oder Blu-ray-Veröffentlichung einer Special-Edition |             | Waterworld: Limited Edition                       | 12 Monkeys: Collector’s Edition Das Grauen: Limited Edition Crimson Peak: Limited Edition Für eine Handvoll Dollar: Special Edition Horror-Expreß: Special Edition |
| Beste Veröffentlichung eines Klassikers                        |             | 2001: Odyssee im Weltraum                         | Octalus – Der Tod aus der Tiefe Der Herrscher von Cornwall Rhea M – Es begann ohne Warnung Die Re-Inkarnation des Peter Proud Die Wendeltreppe                     |
| Beste DVD- oder Blu-ray-Kollektion                             |             | Die Universal-Classic-Monsters-30-Film-Kollektion | Die Bloodthirsty-Trilogie Die komplette Sartana-Kollektion Die fünf Jack-Ryan-Film-Kollektion Die Matrix-Trilogie Die rosarote-Panther-Cartoon-Kollektion          |
| Beste DVD- oder Blu-ray-Veröffentlichung einer Fernsehserie    |             | The Outer Limits                                  | The Ghost of Sierra de Cobre Die Mars-Chroniken The Night Stalker The Night Strangler Trilogy of Terror                                                            |